# Chmelnycká národní univerzita
Chmelnycká národní univerzita je ukrajinská univerzita v oblastním městě Chmelnyckyj na Ukrajině. Je to zároveň největší vysokoškolská instituce v Podolí, která školí odborníky v mnoha oblastech znalostí a vede pedagogickou, metodickou, vědeckou a vzdělávací práci. Univerzita byla založena v roce 1962. Prošla cestou z všeobecné technické fakulty Ukrajinského polygrafického institutu na Chmalnickou národní Univerzitu, která má nejvyšší úroveň akreditace na Ukrajině - IV.
Budoucí specialisté jsou školeni 7 fakultami, které poskytují školení v 17 oblastech vzdělávacího a kvalifikačního vzdělávání, včetně: ekonomiky a podnikání, managementu, pedagogického vzdělávání, umění, ekologie, aplikované matematiky, informatiky, mezinárodních vztahů, filologie, strojní mechaniky, radiotechniky , elektronická zařízení. Dnes má univerzita více než 8 000 studentů ve 40 studijních oborech.  Vzdělávací proces zajišťuje 74 lékařů a 453 kandidátů věd.
Univerzita zavedla studijní systém přípravy odborníků na vzdělávací a kvalifikační úrovni - bakalář, specialista, magister. V rámci tohoto systému se nachází 5 vzdělávacích a vědeckých výrobních komplexů, které zahrnují vzdělávací instituce úrovně akreditace I-II, střední školy a podniky.
Univerzita je uznávaným výzkumným centrem nejen na Ukrajině ale i v zahraničí, které obsahuje více než 15 vědeckých škol, doktorských, postgraduálních, vědců Rady pro obhajobu doktorských a diplomových prací.
Univerzita pracuje v oblastech mezinárodní spolupráce, účastní se mezinárodních projektů, konferencí, výměnných programů pro studenty, učitele a vědce.

## Ústavy a fakulty
Ve struktuře univerzity je 7 fakult a 46 kateder:
- Fakulta Ekonomicko - správní
- Fakulta humanitních a pedagogických studií
- Fakulta strojní mechaniky
- Fakulta programování, počítačových a telekomunikačních systémů
- Fakulta technologie a designu
- Fakulta mezinárodních vztahů
- Fakulta distančních studií
- Předuniverzitní a postuniverzitní přípravy

## Rektoři
- Semen Hanzhurov - 1962-1969
- Mykhailo Karpylenko - 1969-1974
- Radomyr Silin - 1974-2001
- Mykola Skyba - od roku 2001